# Pušelė
Pušelė, česky lze přeložit jako Borovička, je kemp, osada a malá restaurace na břehu jezera Vištytis v katastru obce Žirgėnai u litevsko-ruské státní hranice v seniorátu Vištytis (Vištyčio seniūnija) v Litvě. Místo se také nachází nedaleko od polsko-litevské státní hranice v Regionálním parku Vištytis (Vištyčio regioninis parkas).

## Další informace
Nejatraktivnějšími místy Pušelė je kemp, netradiční muzeum kovových plastik Metalo fantazijos a jezero Vištytis s výhledem do Kaliningradské oblasti Ruska. Kemp nabízí ubytování, základní turistické služby, sportovní hřiště, saunu, ohniště, rybaření, půjčovnu lodiček a vodních šlapadel, internetové připojení, občasné společenské akce a doprovodné programy a také malou restauraci/kavárnu „Pušelė kavinė“. Umělecké kovové plastiky vyrobené z kovových součástí a dřevěné sochy jsou místěny v horní části Pušelė. Pláž je umístěna v dolní části Pušelė. Na místě lze vidět také četné bludné balvany a souvky transportované do oblasti zaniklým ledovcem v době ledové. Kemp bývá otevřen jen v sezóně.

## Galerie

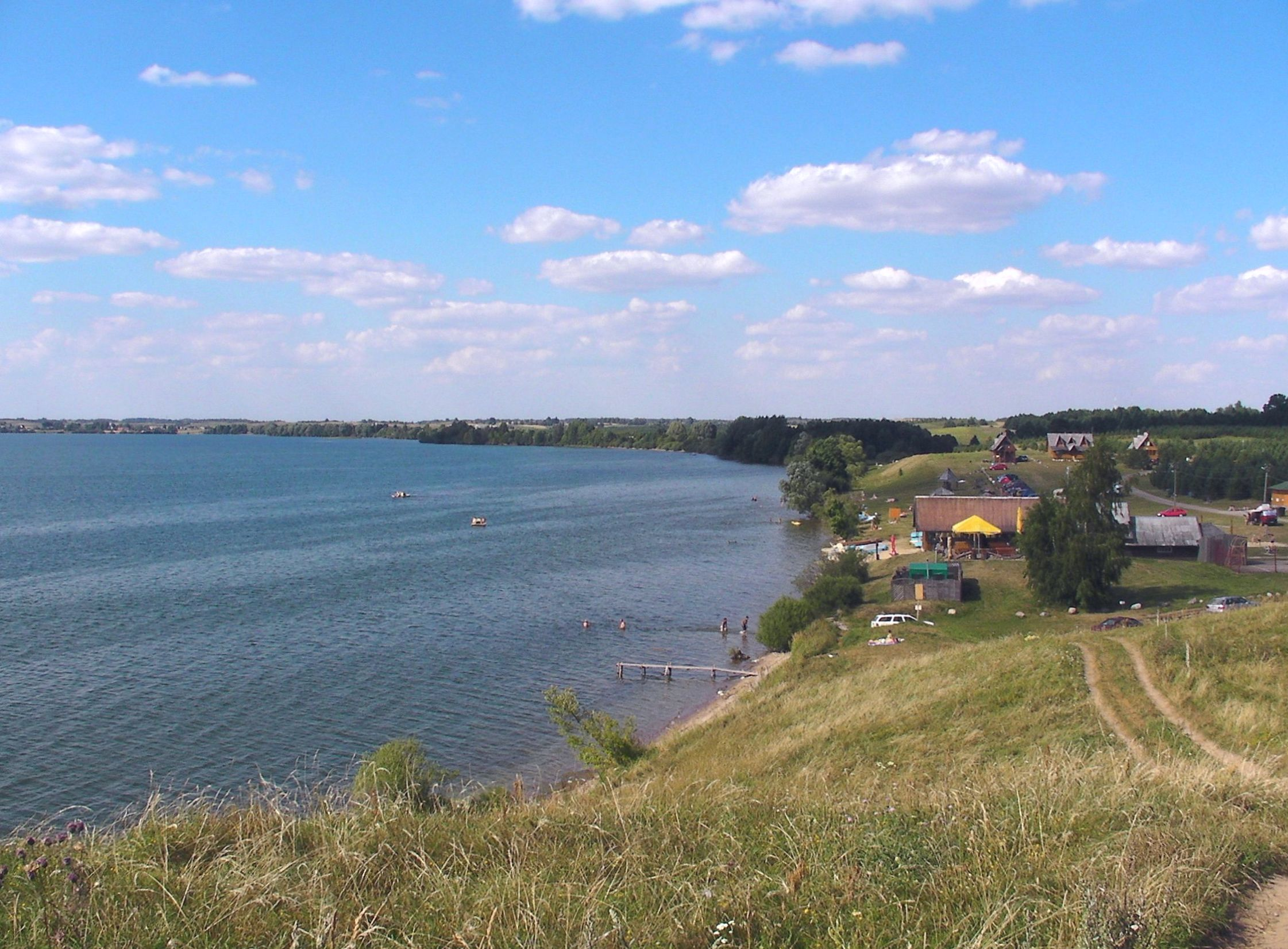
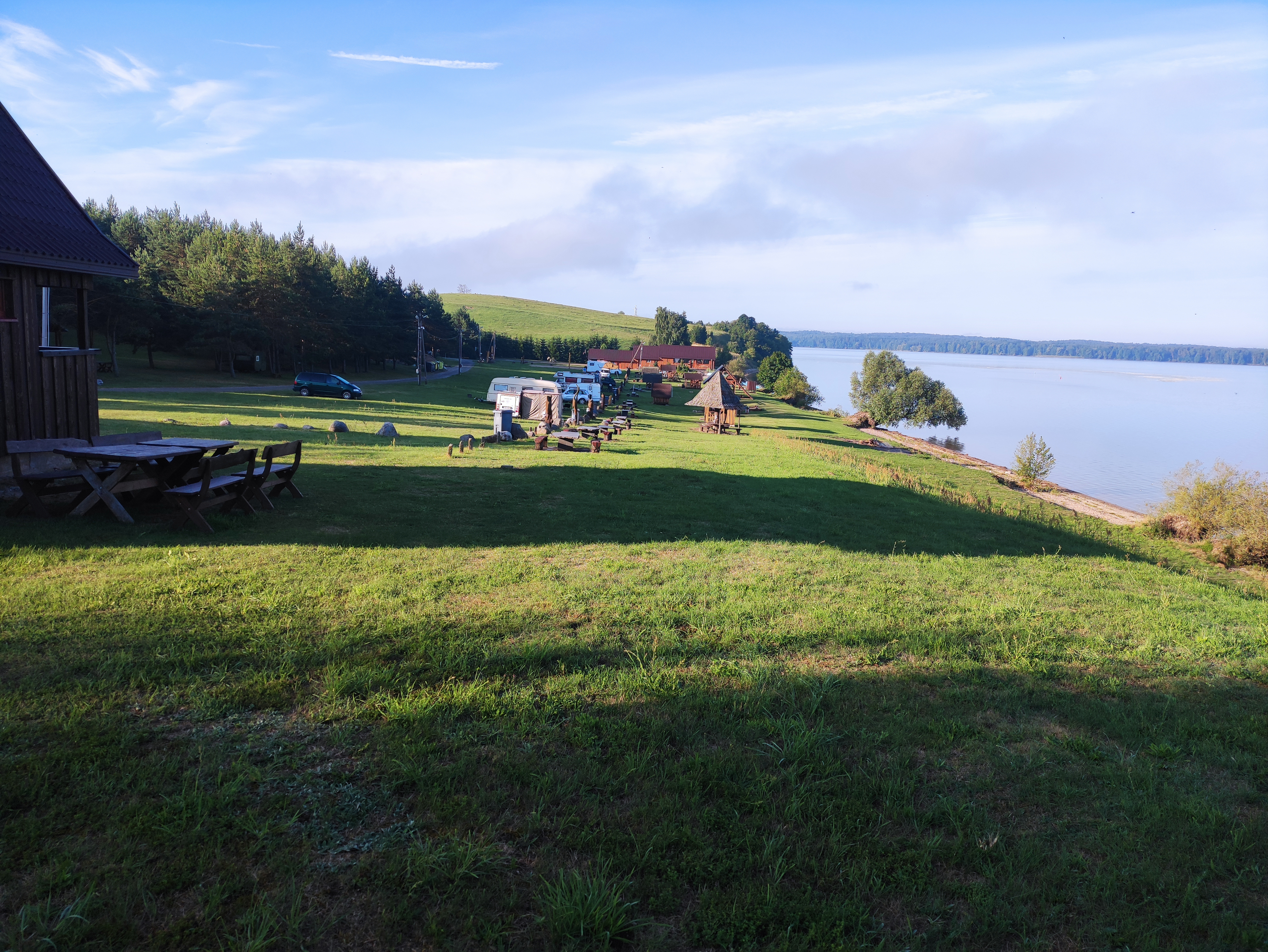
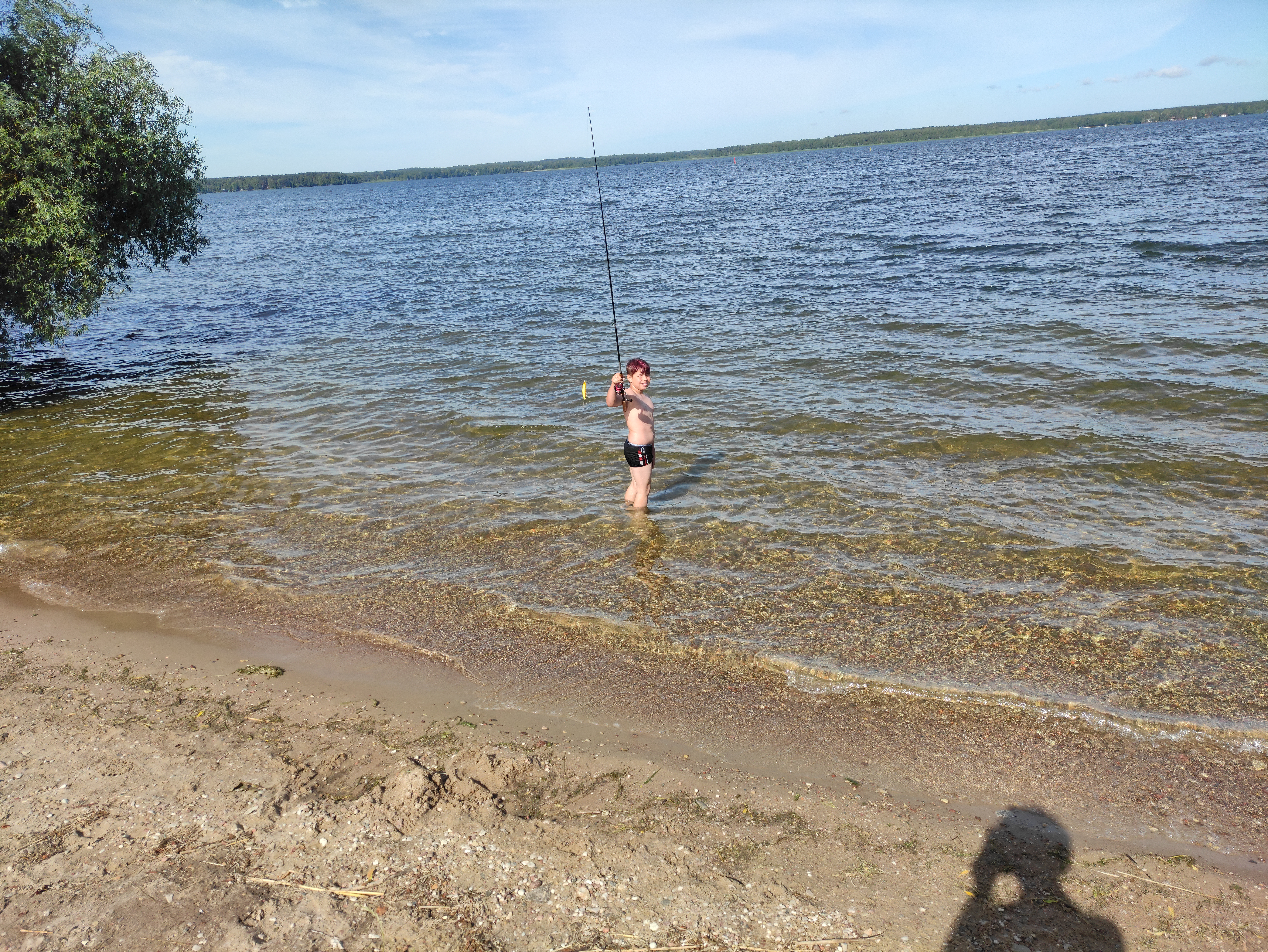
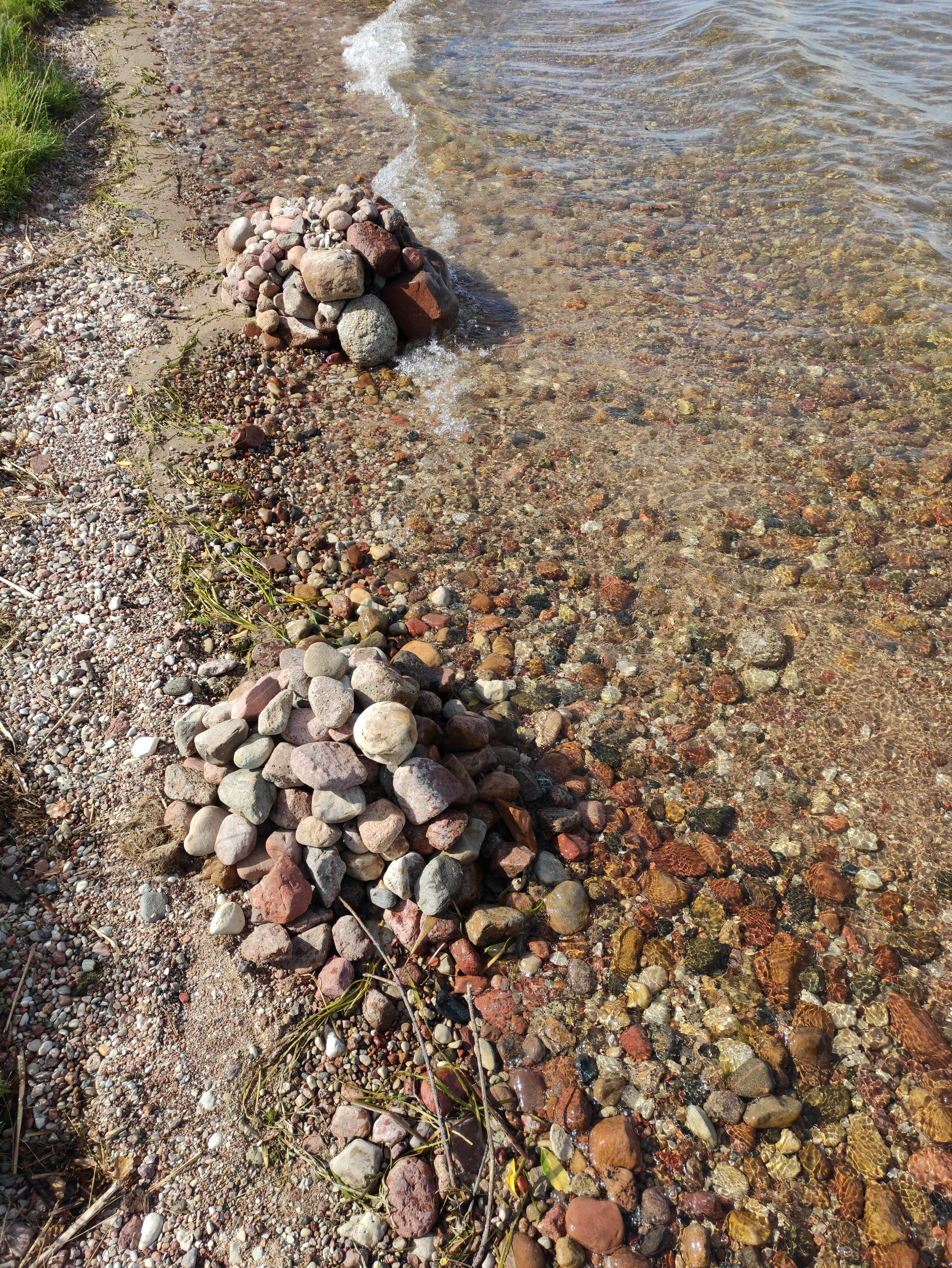
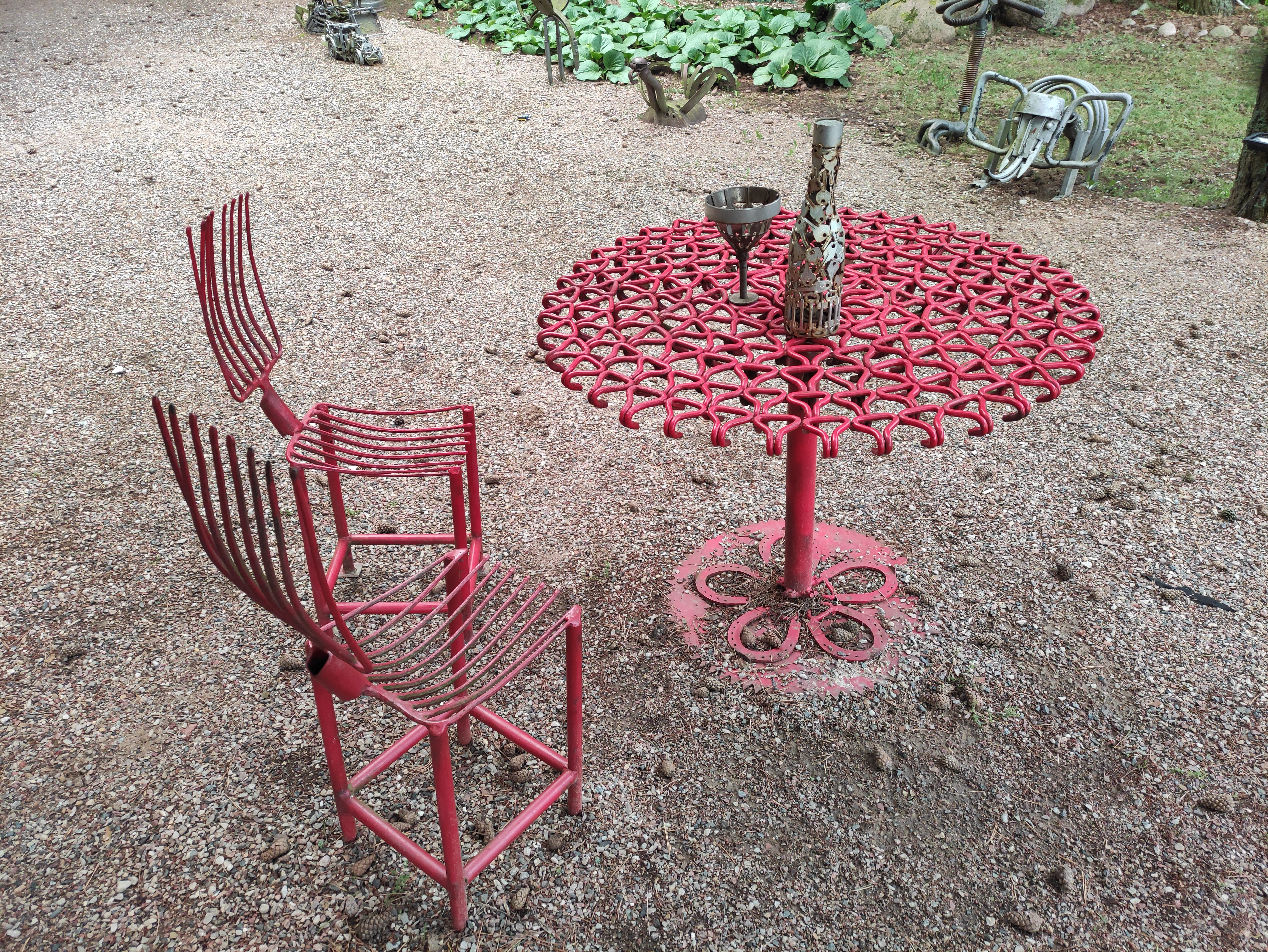
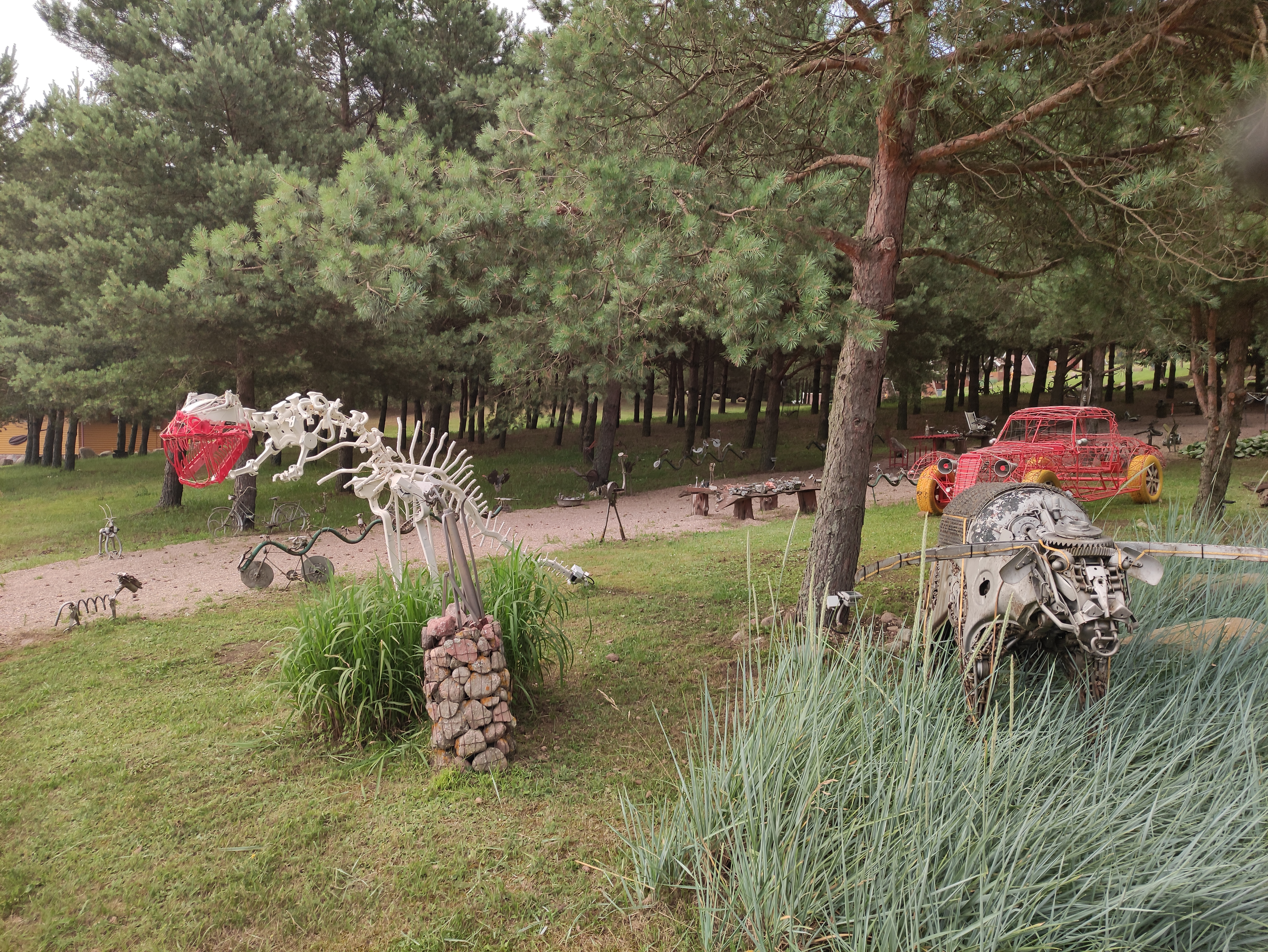
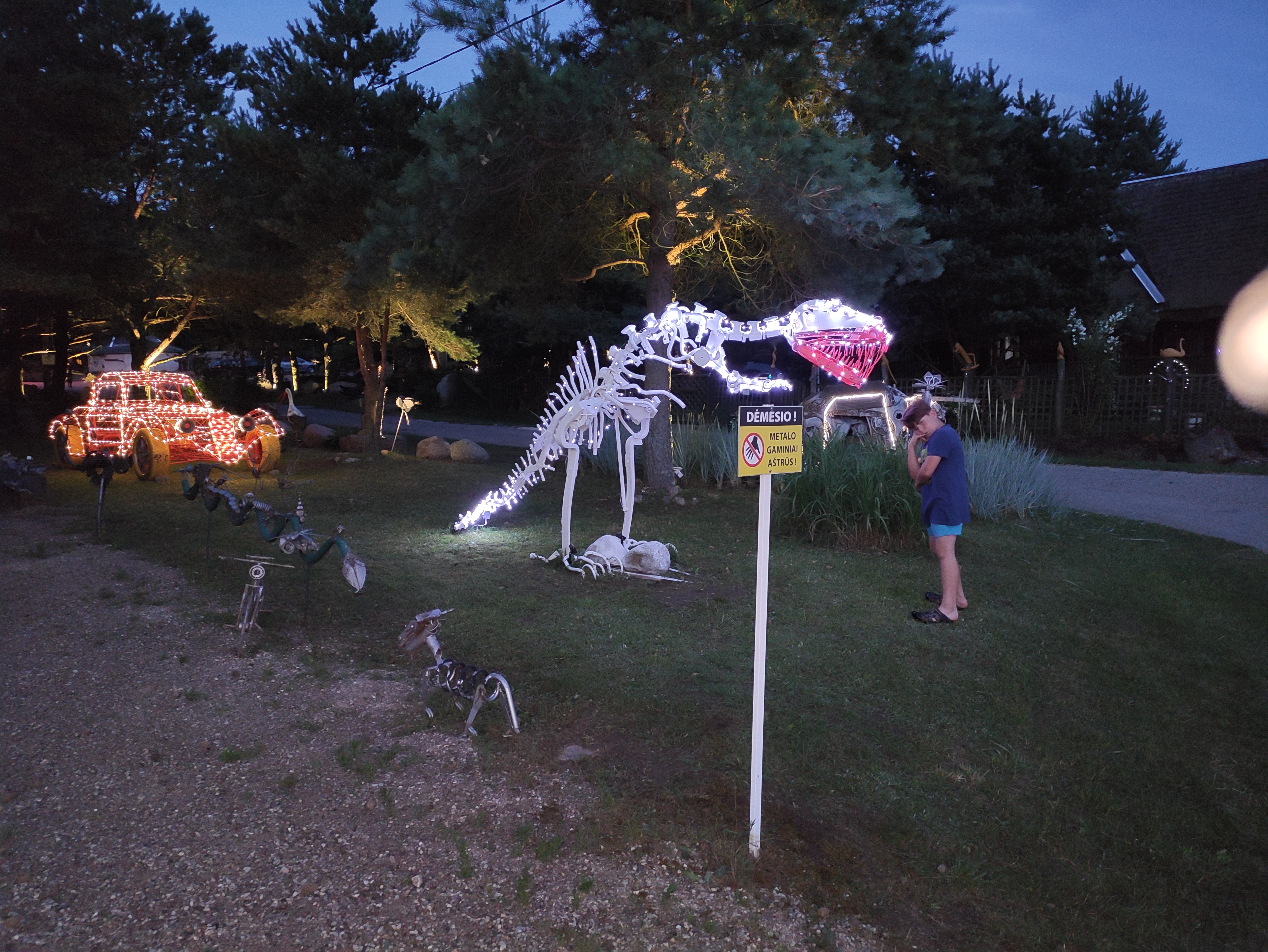